# ناحیه بولیسا
ناحیه بولیسا (به لاتین: Buliisa District) یک منطقهٔ مسکونی در اوگاندا است که در استان غربی، اوگاندا واقع شده‌است. ناحیه بولیسا ۱۴۹٬۳۰۰ نفر جمعیت دارد.